# Sara Rask
Sara Rask (ur. 16 marca 2000 w Sollentuna) – szwedzka narciarka alpejska, złota medalistka mistrzostw świata juniorów.

## Kariera
Po raz pierwszy na arenie międzynarodowej pojawiła się 19 listopada 2016 roku w Kåbdalis, gdzie w zawodach FIS nie ukończyła pierwszego przejazdu w slalomie. W 2020 roku wzięła udział w mistrzostwach świata juniorów w Narwiku, zdobywając złoty medal w gigancie. W tej samej konkurencji była też czwarta podczas mistrzostw świata juniorów w Bansku rozgrywanych rok później.
W Pucharze Świata zadebiutowała 9 marca 2018 roku w Ofterschwang, gdzie nie zakwalifikowała się do pierwszego przejazdu w gigancie. Pierwsze punkty zdobyła 12 stycznia 2021 roku we Flachau, zajmując w slalomie 30. miejsce.

## Osiągnięcia

### Mistrzostwa świata juniorów
| Miejsce | Dzień       | Rok  | Miejscowość  | Konkurencja | Czas biegu | Strata | Zwyciężczyni          |
| ------- | ----------- | ---- | ------------ | ----------- | ---------- | ------ | --------------------- |
| 22.     | 12 marca    | 2017 | Åre          | Gigant      | 1:58,38    | +3,89  | Laura Pirovano        |
| 19.     | 13 marca    | 2017 | Åre          | Slalom      | 1:42,81    | +3,39  | Camille Rast          |
| 16.     | 30 stycznia | 2018 | Davos        | Gigant      | 1:39,66    | +2,90  | Julia Scheib          |
| 6.      | 31 stycznia | 2018 | Davos        | Slalom      | 1:46,51    | +3,14  | Meta Hrovat           |
| 8.      | 20 lutego   | 2019 | Val di Fassa | Slalom      | 1:47,70    | +2,08  | Meta Hrovat           |
| 1.      | 11 marca    | 2020 | Narwik       | Gigant      | 2:04,91    | -      | -                     |
| 31.     | 8 marca     | 2021 | Bansko       | Supergigant | 53,32      | +7,81  | Lena Wechner          |
| 4.      | 9 marca     | 2021 | Bansko       | Gigant      | 1:46,54    | +0,97  | Hanna Aronsson Elfman |
| 8.      | 10 marca    | 2021 | Bansko       | Slalom      | 1:40,24    | +0,68  | Sophie Mathiou        |

### Puchar Świata

#### Miejsca w klasyfikacji generalnej
- sezon 2017/2018: -
- sezon 2018/2019: -
- sezon 2019/2020: -
- sezon 2020/2021: 126.
- sezon 2021/2022:

#### Miejsca na podium w zawodach
Rask nie stanęła na podium zawodów PŚ.